# Damu
Damu war eine sumerische Gottheit. Er war wie seine Mutter Nin’insina eine Heilgottheit. Von ihr hat er das Me erhalten, die „göttlichen Kräfte der Heilkunst“. Manchmal wurde er als androgyn dargestellt. Sein Hauptkultort befand sich in Isin.